# Oryba achemenides
Oryba achemenides là một loài bướm đêm thuộc họ Sphingidae. Loài này có ở Trung Mỹ tới vùng Amazon, bao gồm Belize, Guatemala, Costa Rica, Surinam, Venezuela, Brasil và Bolivia.
Sải cánh khoảng 100–120 mm. Phía trên màu xanh lá cây tối còn phía dưới màu cam. Không có các dải riêng biệt ở phía trên cánh sau.
Mỗi năm loài này có thể có nhiều thế hệ.

## Hình ảnh

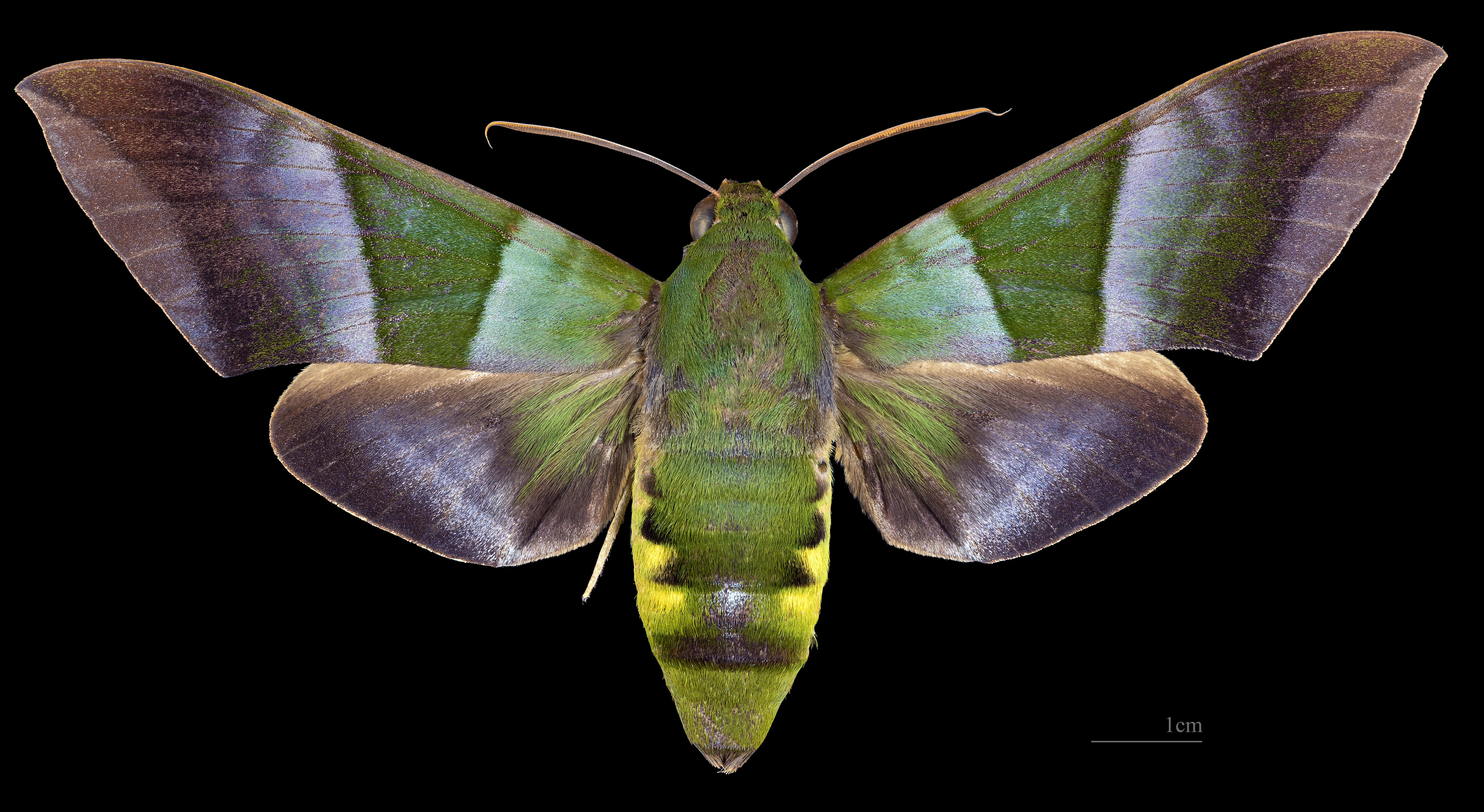
Oryba achemenides ♀
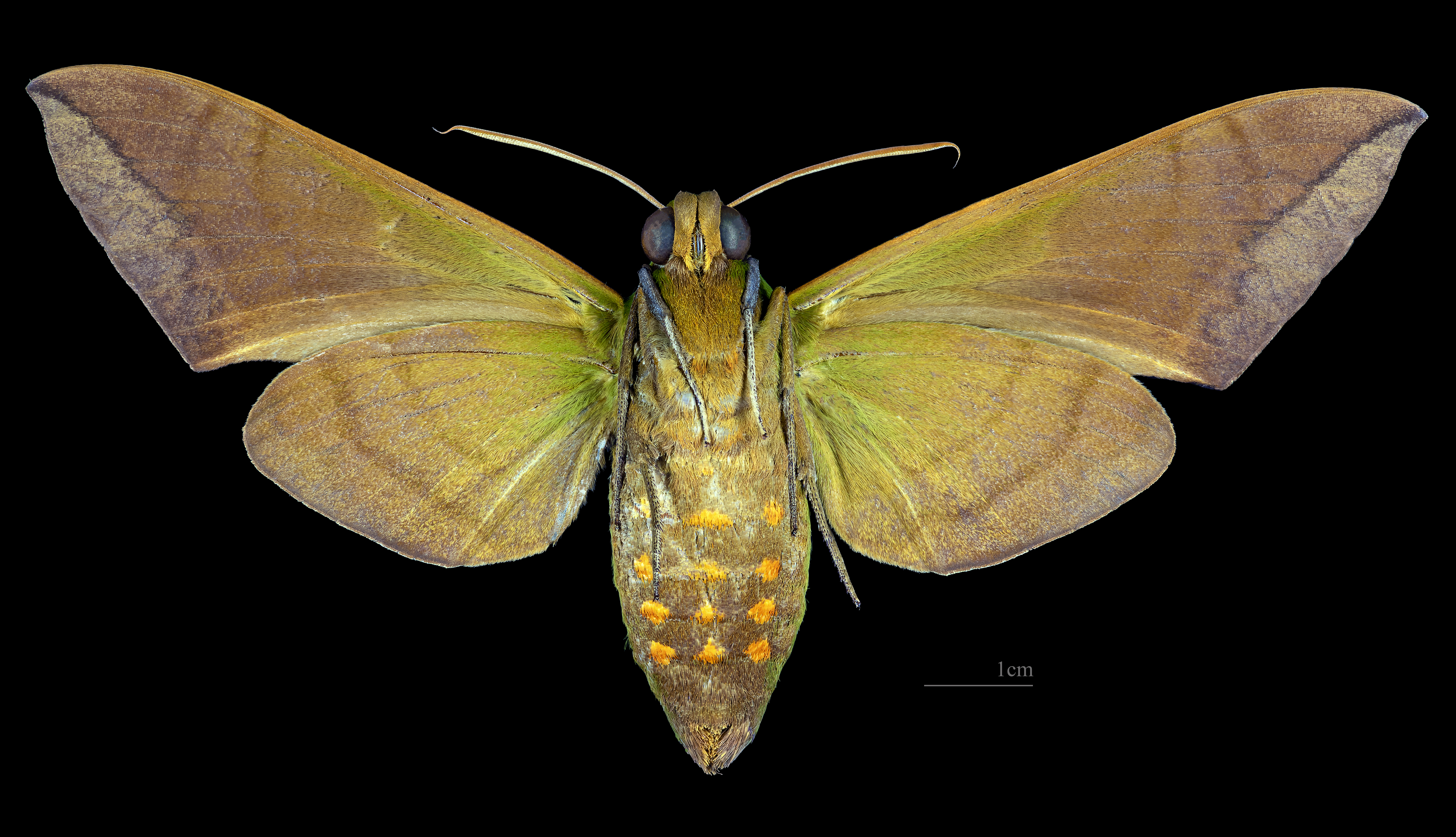
Oryba achemenides  ♀ △